# 디스트로이
디스트로이(본명: 윤정민, 2000년 5월 8일 ~ )은 대한민국의 리그 오브 레전드 프로게이머이다. 아이디는 Destroy, 포지션은 탑 라이너이다.

## 선수 생활
아마추어 시절 KeG 서울 소속으로 IeSF 월드 챔피언십에 참가해 우승을 차지했다.
2019 서머 시즌을 앞두고 챌린저스 코리아의 브리온 블레이드에 입단하면서 프로 커리어를 시작했다. 2019 서머 시즌 챌린저스 포스트시즌 진출에 기여를 했다.
2020 시즌 스토브리그 기간 중 챌린저스의 스피어 게이밍에 입단했다. 스프링 시즌 팀의 포스트 시즌 진출에 기여했으나 플레이오프에서 만난 팀 다이나믹스에 밀려 탈락했다. 스프링 시즌 종료 이후 스피어 게이밍을 퇴단했다.
반 시즌간을 무적 신분으로 보낸 후 2021 시즌 스토브 리그 기간 중 DRX에 입단했다. 2021 스프링 시즌 DRX에서는 킹겐이 탑 라이너 중 주전으로 도약하며 출전하지는 못했다. 2021 서머 시즌에서도 킹겐이 주전으로 활약하여 주전 경쟁에서는 밀리게 되었다. 2021년 6월 13일에 치러진 아프리카 프릭스와의 경기에서 선발 출전하였다. 하지만 1세트 기인과의 대결에서 무참히 패배하며 2세트를 앞두고 교체 아웃되었다. 서머 시즌에는 출전을 기록하지 못했다. 2021시즌이 종료된 후 팀에서 퇴단했다.

## 소속팀
| # | 팀명                              | 소속 기간               | 소속 리그 | 비고 |
| - | --------------------------------- | ----------------------- | --------- | ---- |
| 1 | 브리온 블레이드                   | 2019.05.28 ~ 2019.12.09 | CK        |      |
| 2 | 스피어 게이밍                     | 2019.12.09 ~ 2020.06.15 | CK        |      |
| 3 | DRX                               | 2020.11.28 ~ 2021.09.17 | LCK       |      |
| 4 | [[The kings (e스포츠)\|The kings] | 2022.04.24 ~ 2022.12.07 | LLA       |      |

## 수상 내역
- 2016 IeSF 월드 챔피언십 우승